# Addax

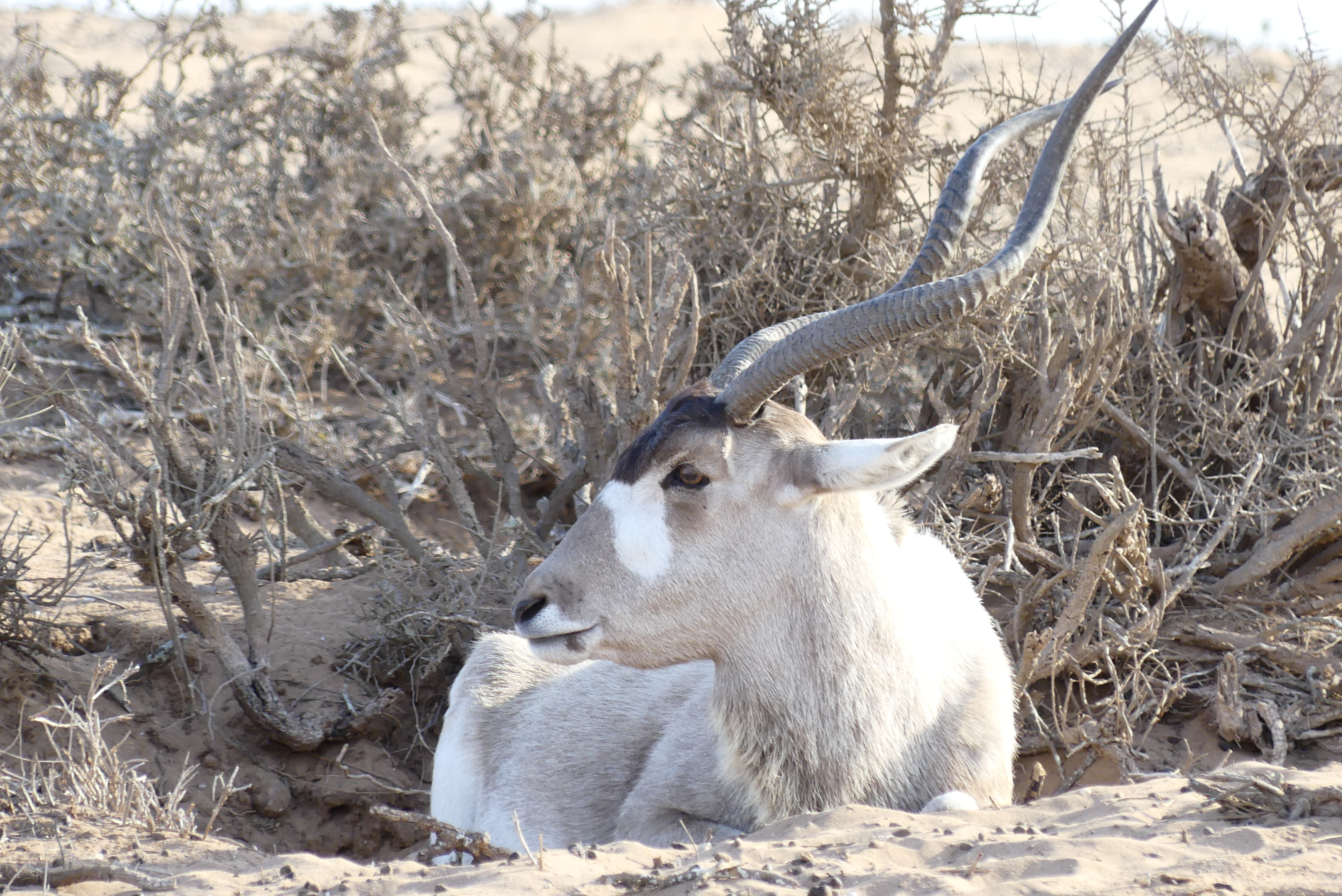
Addax in Souss-Massa National Park

De addax of mendesantilope (Addax nasomaculatus) is een ernstig bedreigde antilope uit de Sahara. De soort is uitgestorven in het grootste gedeelte van zijn voormalige verspreidingsgebied. Het is de enige soort uit het geslacht Addax.

## Kenmerken
De addax heeft een grijzig witte vacht met een witte romp, buik, ledematen en gezichtstekening. 's Winters is de vacht grijzig bruin van kleur, 's zomers zandgelig tot wit. De kruin is kastanjebruin van kleur, de snuit en oogvlek lichter bruin. De staart heeft een zwarte punt. De oren zijn smal en lang. Allebei de geslachten dragen hoorns. Deze hoorns zijn lang en spiraalvormig gedraaid.
De addax wordt 120 tot 180 centimeter lang. De staart is 25 tot 35 centimeter lang. De addax heeft een schofthoogte van 95 tot 150 centimeter. Vrouwtjes worden kleiner dan mannetjes. Een vrouwtje weegt 60 tot 90 kilogram, een mannetje 100 tot 135 kilogram. Behalve het formaat is er weinig verschil tussen de geslachten.

## Leefwijze
De addax is aangepast aan het leven in drogere streken. Overdag zoekt hij zo veel mogelijk de schaduw op, en 's avonds en 's nachts gaat hij op zoek naar voedsel. Ze kunnen lange tijd zonder water, het vocht halen ze voornamelijk uit hun voedsel en uit dauw. Addaxen leven voornamelijk van woestijngrassen, succulenten en  bladeren van struiken en Acacia's.

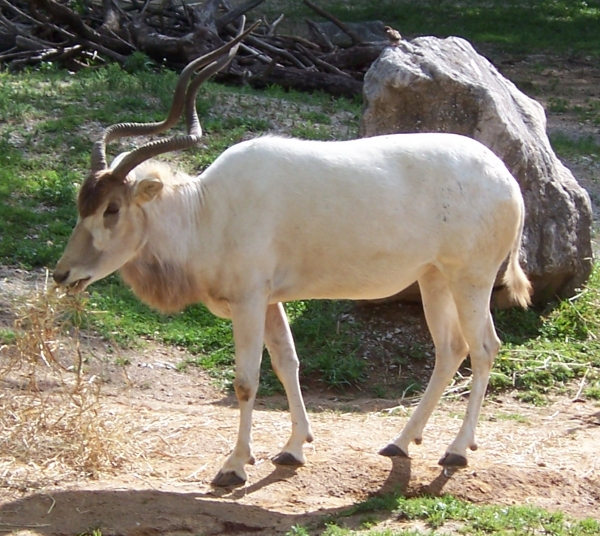
Addax in Louisville Zoo (Kentucky)

Vroeger leefde de addax in gemengde kudden van wel 25 dieren, die werden geleid door een oudere bok. Tegenwoordig zijn de kudden veel kleiner, hooguit vier dieren. De kudden voegden zich vroeger samen tot grotere groepen van honderden dieren. In deze groepen trokken de addaxen mee met de regens.

## Voortplanting
De kalveren worden geboren in de herfst en aan het einde van de winter, na een draagtijd van acht maanden. Vrouwtjes zijn na 18 maanden volwassen, mannetjes voor hun derde jaar. De addax wordt tot 19 jaar oud in gevangenschap.

## Verspreiding, bedreiging en bescherming
De addax kwam vroeger in bijna de gehele Sahara voor, van de Atlantische kust tot de westelijke Nijloever. Door jacht voor het vlees, de oprukkende landbouw en olie-exploitatie is de soort in bijna zijn gehele verspreidingsgebied uitgestorven. Men vindt de soort enkel nog in kleine, geïsoleerde populaties in Mali, Tsjaad en Niger, waar de soort ernstig bedreigd is. Er zijn plannen om de soort weer in delen van het oude verspreidingsgebied te introduceren.